# Karl Stewart
Karl Stewart (* 30. Juni 1983 in Aurora, Ontario) ist ein ehemaliger kanadischer Eishockeyspieler und derzeitiger -scout, der im Verlauf seiner aktiven Karriere zwischen 2000 und 2015 unter anderem 288 Spiele für die Straubing Tigers in der Deutschen Eishockey Liga (DEL) auf der Position des linken Flügelstürmers bestritten hat. Darüber hinaus absolvierte Stewart weitere 69 Partien für die Atlanta Thrashers, Pittsburgh Penguins, Chicago Blackhawks und Tampa Bay Lightning in der National Hockey League (NHL).

## Karriere

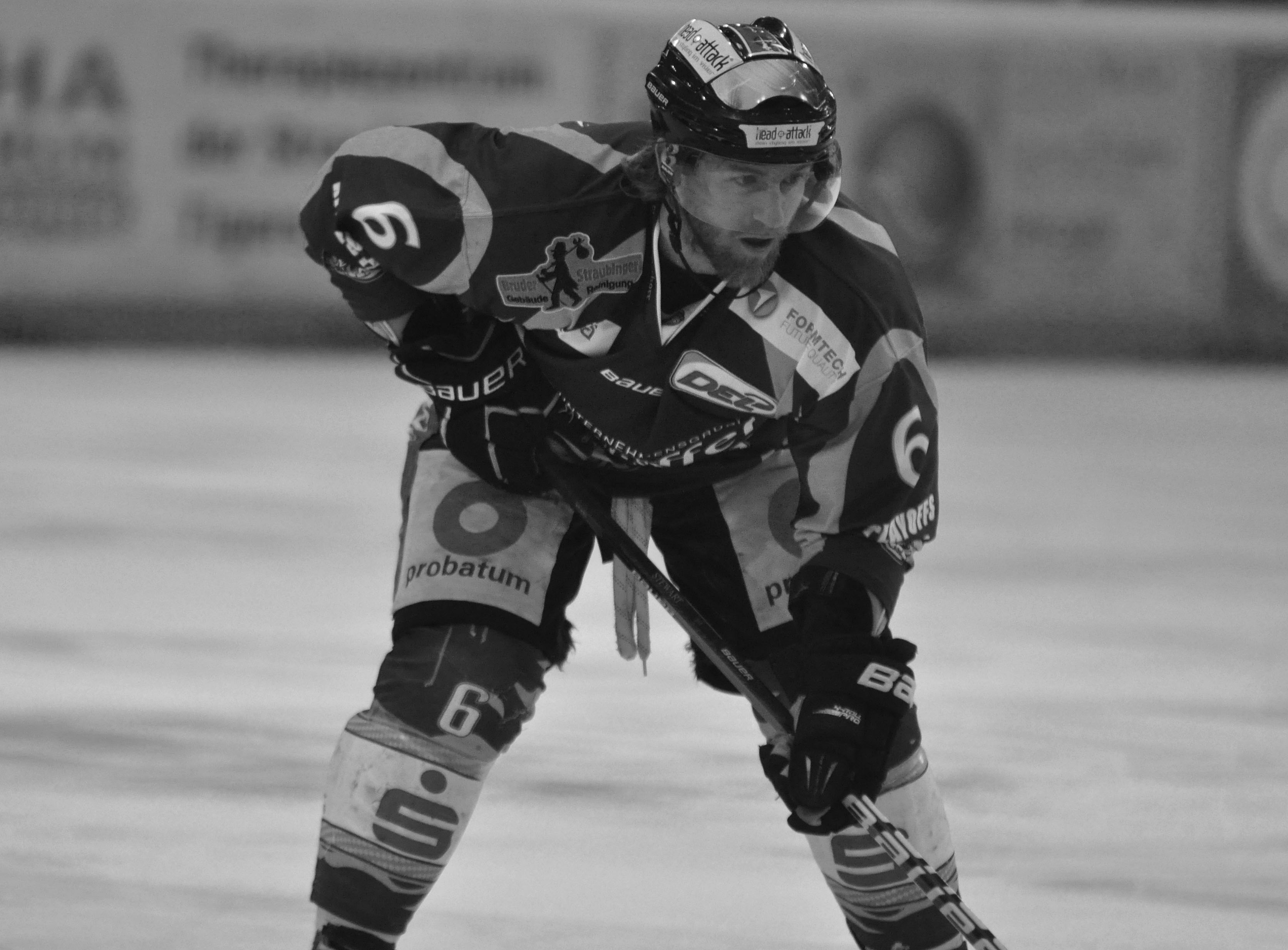
Stewart im Trikot der Straubing Tigers (2012)

Stewart kam im Jahr 2000 als 17-Jähriger zu den Plymouth Whalers. Dort spielte der Kanadier drei Jahre in der Ontario Hockey League (OHL), bevor er als Free Agent von den Atlanta Thrashers aus der National Hockey League (NHL) unter Vertrag genommen wurde. Das Trikot der Thrashers trug Stewart in der Saison 2003/04 fünfmal, meist lief er aber im Farmteam Atlantas, den Chicago Wolves, auf. Auch in den folgenden beiden Jahren spielte der Flügelstürmer für die Wolves. In der Saison 2005/06 absolvierte er nochmals acht Spiele für Atlanta.
Im August 2006 wurde Stewart im Tausch für den Ukrainer Witali Wischnewski zu den Anaheim Ducks transferiert. Noch bevor er ein Spiel für die Ducks bestritten hatte, wechselte der Stürmer im September 2006 über die Waiver-Liste erneut innerhalb der NHL zu den Pittsburgh Penguins. Nach drei Spielen im Trikot der Pinguine verließ Stewart wiederum das Franchise über den Waiver und landete bei den Chicago Blackhawks. Dort verbrachte der Linksschütze den Großteil der Saison. Er absolvierte 37 Spiele und erzielte auch seinen ersten Treffer in der NHL. Im Februar 2007 wechselte der Angreifer ein viertes Mal in der Saison das Team, nachdem er gemeinsam mit einem Sechstrunden-Wahlrecht im NHL Entry Draft 2008 an die Tampa Bay Lightning abgegeben worden war. Im Gegenzug wechselte Nikita Alexejew nach Chicago. Für Tampa Bay lief Karl Stewart siebenmal auf, in der folgenden Saison trug er neunmal das Trikot von Lightning. Meist wurde der Kanadier in der Spielzeit 2007/08 jedoch bei den Norfolk Admirals in der AHL eingesetzt. Im September 2008 nahmen die Florida Panthers den Flügelstürmer unter Vertrag. Er spielte jedoch die gesamte Saison 2008/09 über bei den Rochester Americans, dem Kooperationspartner der Panthers.
Im April 2009 unterschrieb Stewart einen Einjahresvertrag bei den Straubing Tigers aus der Deutschen Eishockey Liga (DEL). Nachdem sich der Linksschütze in der Saisonvorbereitung verletzt hatte, gelang es ihm erst spät sich in die Mannschaft zu integrieren. Zunächst wurde sein Vertrag nicht verlängert, am 23. Juli 2010 gab die Vereinsführung der Tigers die Weiterverpflichtung Stewarts bekannt. Nach einer zweimonatigen Probephase wurde der Vertrag bis zum Saisonende verlängert. Anschließend war der Stürmer bis zum Ende der Saison 2014/15 fester Bestandteil des Straubinger DEL-Kaders und absolvierte insgesamt 288 Partien für das Team. Im Juli 2015 beendete der 32-Jährige seine Karriere und wurde Scout für das NHL Scouting Bureau. Seit Sommer 2019 ist er als Scout für die Washington Capitals aus der NHL aktiv.

### International
Auf internationaler Ebene nahm Stewart im Jahr 2012 am Deutschland Cup teil. In den drei Turnierspielen erzielte der Stürmer einen Treffer.

## Karrierestatistik
(Legende zur Spielerstatistik: Sp oder GP = absolvierte Spiele; T oder G = erzielte Tore; V oder A = erzielte Assists; Pkt oder Pts = erzielte Scorerpunkte; SM oder PIM = erhaltene Strafminuten; +/− = Plus/Minus-Bilanz; PP = erzielte Überzahltore; SH = erzielte Unterzahltore; GW = erzielte Siegtore; 1 Play-downs/Relegation; Kursiv: Statistik nicht vollständig)